# Spatula rhynchotis
El pato cuchara australiano (Spatula rhynchotis)
 es una especie de ave anseriforme de la familia Anatidae nativa de Australia, Tasmania y Nueva Zelanda.

## Subespecies
Se reconocen dos subespecies:
- Spatula rhynchotis rhynchotis Latham, 1802, Australia y Tasmania.
- Spatula rhynchotis variegata (Gould, 1856), Nueva Zelanda.